# Tydd St Mary
Tydd St Mary – wieś i civil parish w Anglii, w Lincolnshire, w dystrykcie South Holland. W 2011 civil parish liczyła 1047 mieszkańców. Tydd St. Mary jest wspomniana w Domesday Book (1086) jako Stith/Tid/Tite.